# 주력전차

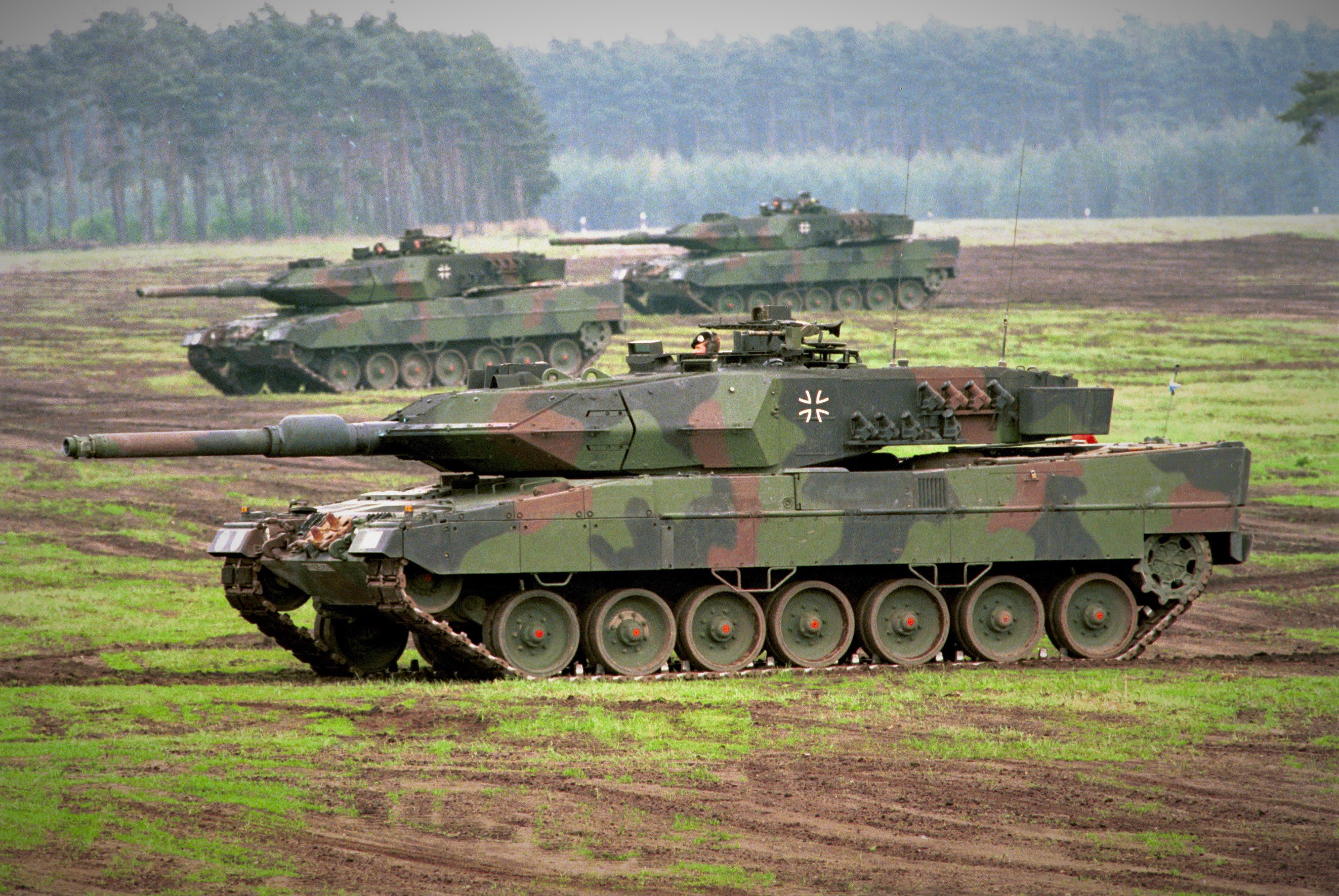
분데스베어의 레오파르트 2A5.

주력전차(主力戰車, 영어: main battle tank, MBT, battle tank, universal tank)는 전차 분류의 하나이다. 주력전차는 직접 사격을 방호하는 장갑을 가지고 있으며 기동력이 충분한 전차를 의미한다. 냉전 시기 강력해진 엔진과 더 좋아진 서스펜션 시스템, 그리고 가벼워진 소재로 만들어진 장갑을 통해 전차들은 초중전차의 화력과 중전차의 장갑 방호력, 그리고 경전차의 기동성과 중형전차의 무게를 모두 가질 수 있게 되었다. 1960년대 이후부터 주력전차는 다른 전차들을 모두 대체하였으며 몇몇 특별한 목적을 가진 전차들은 기갑전투차량의 여러 디자인과 종류들로 만들어졌다.
오늘날 대부분의 주력전차는 현대 육군의 핵심 전력 중 하나이다. 현대 주력전차는 홀로 운용되기보다는 보병의 지원을 받는 기갑부대와 함께 운용된다. 또한 전폭기나 정찰기의 지원을 받기도 한다.

## 같이 보기
- 기갑
- 나라별 주력전차 목록